# Batalla de Mantziciert
|  | No s'ha de confondre amb Batalla de Manazkert. |

La batalla de Mantziciert, de vegades Mantzicert, fou un enfrontament entre l'Imperi Romà d'Orient i l'Imperi Seljúcida.

## Antecedents
El 1070, Arisiaghi, cunyat d'Alp Arslan, el soldà seljúcida, es va barallar amb el soldà i va passar al territori romà arribant a Sebaste. Alp Arslan en va demanar l'extradició a l'imperi, però l'emperador va posar Arisaghi sota la seva protecció, provocant la guerra. Alp Arslan va ocupar Mantziciert i Ardjesh, després va ocupar Thelkhum i Ariudzathil, i finalment, amb l'ajut d'Abul Uswar de Dvin, va atacar Edessa el 10 de març de 1071. Basili, el seu defensor (un búlgar o un armeni, no se sap segur) va resistir heroicament. L'emperador va contraatacar. Va passar per Sebaste, on va rebre salutacions dels prínceps locals Atom i Abuixal, però per motius no del tot clars va desposseir els dos prínceps i va castigar la ciutat; després l'emperador se'n va penedir, va restaurar els prínceps i va anar a Teodosiòpolis. Alp Arslan va voler evitar un enfrontament armat amb els romans i va oferir-los un tractat de pau, que l'emperador Romà IV Diògenes va refusar.

## Batalla
Aviat es van iniciar les operacions prèvies de la batalla, a Cliat i altres llocs (estiu del 1071). Entre el 19 i el 25 d'agost del 1071 es va entaular la batalla de Mantziciert. Quan Romà va decidir fer una retirada estratègica, un dels seus generals anomenat Andrònic Ducas, fill de Joan Ducas, en lloc de cobrir la seva retirada va escampar la notícia que l'emperador havia mort en combat. Llavors molts soldats van fugir i la derrota fou total. Romà estava ferit a la mà, cosa que li impedia agafar l'espasa, a més s'havia quedat sense exèrcit i els seljúcides no van tardar a fer-lo presoner.

## Conseqüències
Romà IV Diògenes fou alliberat a canvi d'un rescat i el desmantellament de fortaleses romanes, però a la seva arribada a la capital el tron havia estat reclamat per Miquel VII Ducas, nebot de Joan Ducas. Encara que es va fer un tractat que establia una frontera similar a la que ja existia de facto, en la pràctica en els següents anys el seljúcides es van estendre per Anatòlia.